# D (banda)
D (D, Dī) foi uma banda japonesa de visual kei formada em 2003 por Asagi, Sin, e Ruiza, depois de sua banda anterior, Syndrome, acabar. Atualmente fazem parte da gravadora God Child Records.
O website JRock News ranqueou D em segundo lugar em seu top 10 artistas visual kei de 2023.

## Carreira

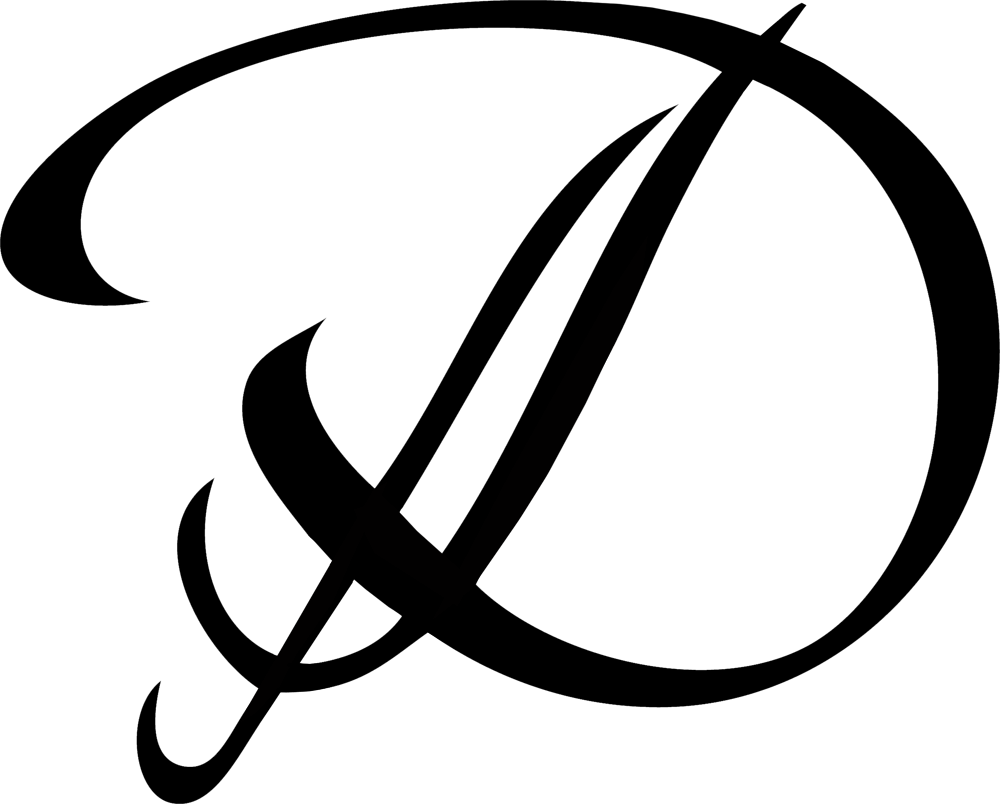
Logo da banda

O D foi formado em março de 2003, com seus primeiros cinco integrantes - Asagi, Ruiza, HIROKI, Sin e Rena. Três deles, Asagi, Ruiza e Sin vinham da mesma banda, Syndrome, e chamaram HIROKI (ex Aioria e S to M) e Rena (ex Personna) para fecharem o grupo. O primeiro mini-álbum da banda, "NEW BLOOD", foi lançado em julho seguinte depois das primeiras apresentações ao vivo da banda, cuja estréia aconteceu no "Shock Jam 2003" (com Kagrra, Nightmare e Lareine).
Nessa época o guitarrista Ruiza foi hospitalizado e Sin anunciou sua saída da banda. O D, então, entrou em hiatus. Durante essa pausa Asagi e HIROKI formaram uma nova banda, Night of the Children, juntamente com o guitarrista HIDE-ZOU (conhecido de HIROKI do S to M), para assim continuarem suas atividades. Ruiza enfim se recuperou e o D retomou as atividades no final de setembro, ainda em 2003.
A formação, previsivelmente, era nova: HIDE-ZOU entrara no lugar deixado por Sin. Dois meses depois eles realizaram seu primeiro show one-man e lançaram seu primeiro single, "AliCe". O segundo mini-álbum da banda saiu no dia 7 de janeiro de 2004, intitulado "PARADOX", que alcançou o 13o lugar no ranking de bandas independentes da Oricon.
Durante o ano de 2004 houve vários shows e o lançamento de dois outros singles, "Yume narishi kuuchuu teien" (que ficou em 5o lugar na Oricon) em maio, e "Mayutsuki no hitsugi", que foi vendido em três shows durante o mês de novembro. Neste ano também a banda lançou uma nova versão do primeiro mini-álbum, que desta vez veio acrescida de uma faixa bônus, "Gareki no hana". "NEW BLOOD ~second impact~" foi lançado no dia 8 de dezembro, precedendo o lançamento do quarto single do D, "Mahiru no koe ~Synchronicity~", em meados de janeiro do ano seguinte.
2005 foi um ano que trouxe mais mudanças ao D. No início do ano, KISAKI (Phantasmagoria) e D fizeram um show conjunto. No entanto, Rena não participou desta apresentação. Ele ainda permaneceu na banda tempo suficiente para que outro single fosse lançado, "Yami yori kurai doukoku no a CAPELLA to bara yori akai jounetsu no ARIA". Depois do término das gravações para o álbum seguinte, Rena decidiu deixar o D. Ele foi o baixista a tocar no primeiro álbum da banda, "The name of the ROSE", lançado em 25 de setembro, apesar da sua saída ter acontecido em 27 de julho, dois meses antes. Em 5 de dezembro um novo baixista ocupou o lugar de Rena: Tsunehito. Com Tsunehito, o D relançou o "The name of the ROSE (Regular Press)" em fevereiro de 2006, incluindo no álbum mais três faixas novas.
Repetindo o que já haviam feito, eles remasterizaram e relançaram "PARADOX" e "Yume narishi kuuchuu teien", ambos em maio de 2006. O single recebeu mais duas faixas inéditas. Outro single, "Taiyou wo okuru hi", foi lançado no início de agosto de 2006, em versões com ou sem o PV. Outro álbum, "Tafael Anatomie", tem lançamento datado para 18 de outubro, ao qual segue-se uma turnê de promoção de mesmo nome.
Em maio de 2012 a banda realizou uma turnê na América Latina, passando pela Argentina, Brasil e Chile.
No dia 10 de Março de 2017 o D lançou o single Kaze ga Mekuru Page (風がめくる頁), que será tema de abertura do drama "Shinsengumi PEACE MAKER". Como na história, a letra da música pinta imagens do "Japão Antigo".
Em 2023, a banda anunciou que suspenderá suas atividades em março de 2024, depois de lançar um single inédito e fazer uma turnê nacional. De setembro a outubro de 2023, D participou da turnê Japanese Visual Metal com as bandas Versailles, Moi Dix Mois e Manterou Opera nas casas de show Zepp. Os últimos shows da D foram realizados nos dias 7 e 8 de março de 2024 e foram lançados em DVD e Blu-ray.

## Membros
- Asagi (浅葱, ASAGI), nascido em 29 de agosto em Noshiro, é o vocalista da banda. Ele foi anteriormente das bandas de Balsamic (1996 - 1997), Je*Reviens (1998 - 2001), e Syndrome (2001 - 2002). Também participou no projeto paralelo Kochou com o baterista de Tinc Takuma, anteriormente conhecido como Shion da banda Syndrome. Ele também teve um álbum solo: Corvinus (2006) e desenvolveu um perfume com o mesmo nome.
- Ruiza (涙沙, Ruiza), o guitarrista da banda, nasceu em 18 de fevereiro de Itami, Hyougo. Ele era anteriormente das bandas Distray (1996 - 1999), LAYBIAL (1999 - 2000), e Syndrome. Ruiza também tem 2 lançamentos solo: Amenity Gain (2006) e Ao no hahen (2002).
- Hide-Zou (英蔵, HIDE-ZOU) nasceu em Kanagawa em 19 de novembro. Ele é um guitarrista, e foi previamente da banda Lapis(1995 - 1997), Clair de Lune (1997 - 2000), As'REAL (2000 - 2002), e S to M (2002 - 2003).
- Tsunehito (恒人, Tsunehito), baixista atual que se juntou no final de 2005, nasceu em 5 de março de  Yokohama, Kanagawa. Suas bandas anteriores incluem Relude (2001 - 2003), Givuss (2003 - 2004), e Scissor (2004 - 2005).
- Hiroki (大城, HIROKI) nasceu em 20 de julho na  Gunma, e é baterista da banda. Ele era anteriormente das bandas Overtaker (1998 - 2000), Michiru Project (2001 - 2001), Aioria (2001 - 2002), e S to M (2002 - 2003).

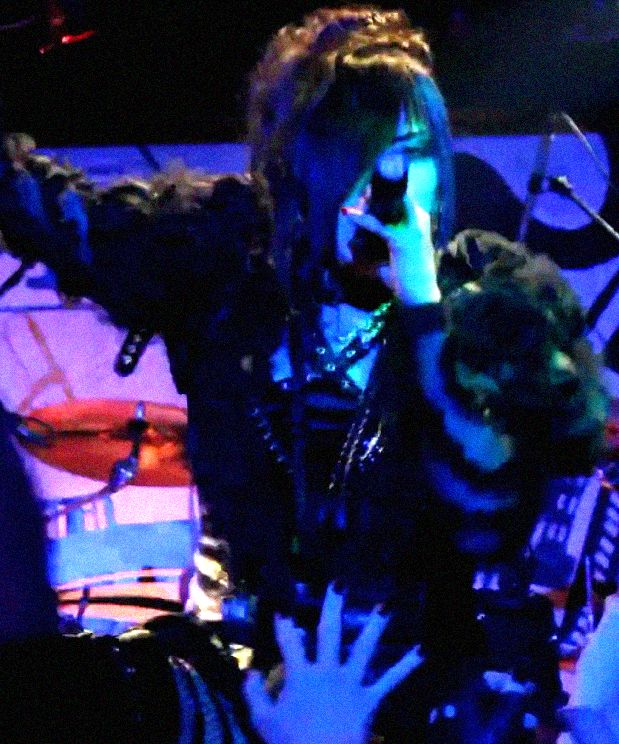
Asagi
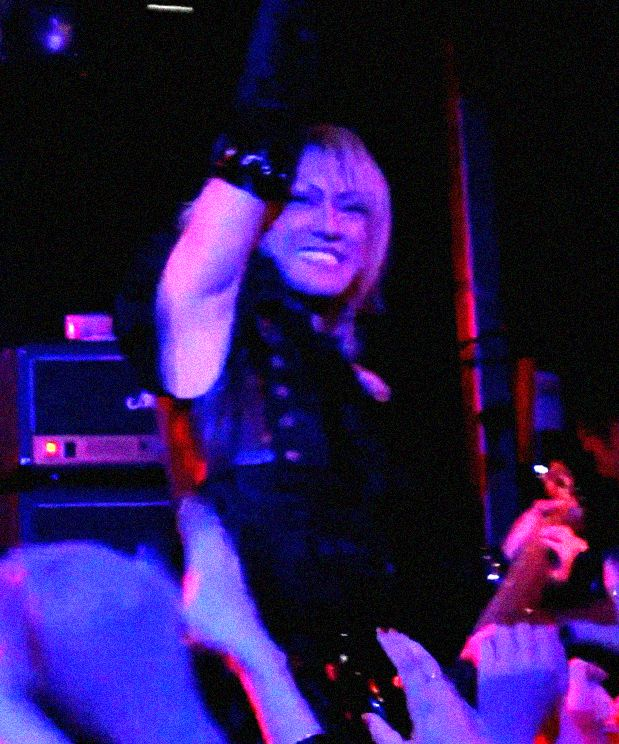
Ruiza
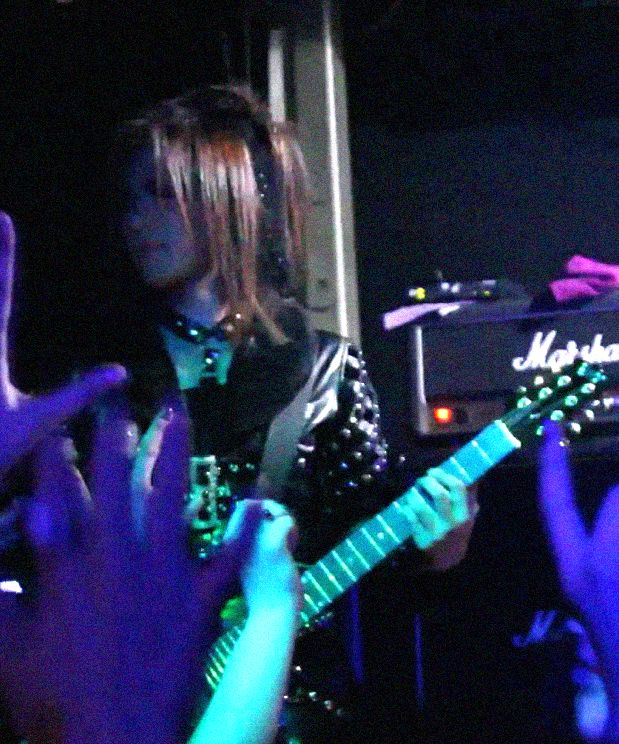
Hide-Zou
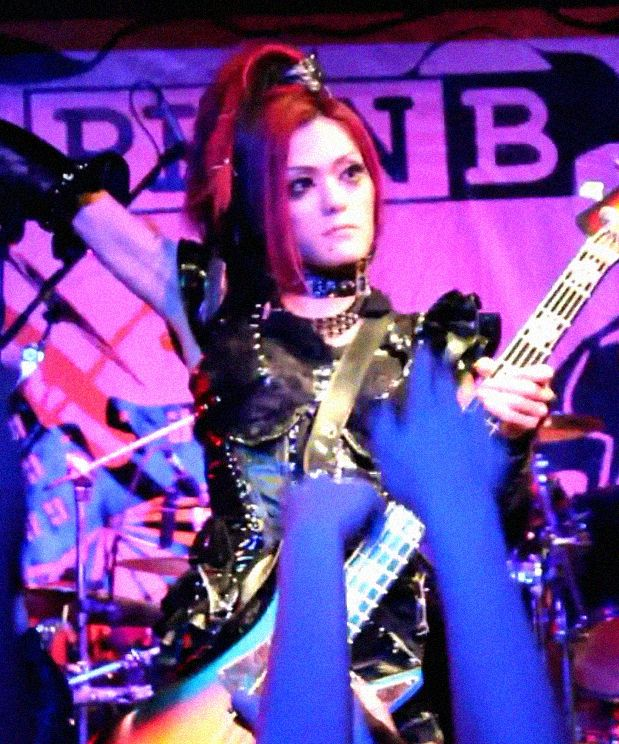
Tsunehito
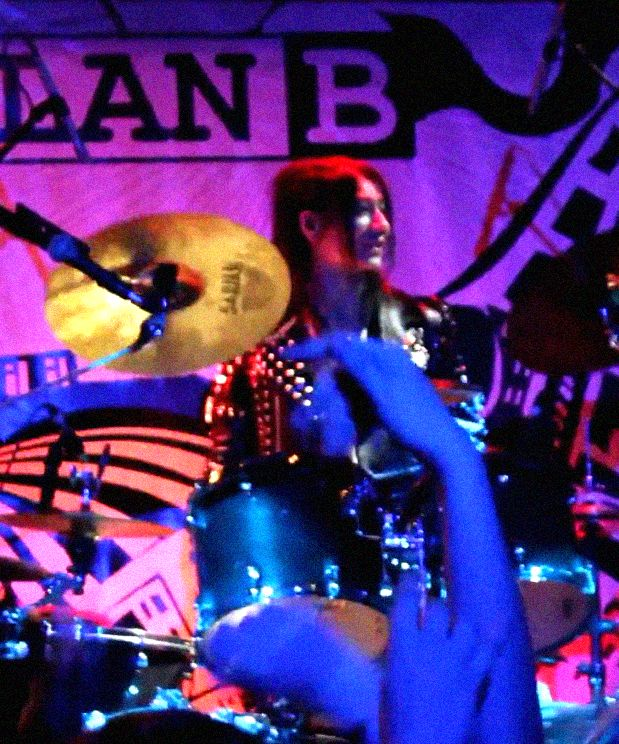
Hiroki

## Influências
Asagi cita X Japan, Luna Sea, Malice Mizer, L'Arc~en~Ciel e Buck-Tick como as bandas japonesas que mais o influenciaram. Já as cantoras favoritas de Asagi são mulheres, como Enya, Björk e Amy Lee do Evanescence. As bandas favoritas de Hiroki são Skid Row e Dream Theater, enquanto Ruiza escolheu X Japan e Dream Theater, e Hide-Zou selecionou Luna Sea. As bandas japonesas favoritas de Tsunehito são Kuroyume e Buck-Tick. Ruiza e Hide-Zou também afirmaram que foram influenciados pelo guitarrista Kouichi de Laputa.

## Discografia

### Singles
- "DARK WINGS" - (11 de Dezembro ) de 2013
- "Torikago Goten ~L'Oiseau Bleu~" (鳥籠御殿~L’Oiseau bleu~) (28 de Julho) de 2011
- "Huang di ~yami ni umareta mukui~" (21 de Novembro) de 2011
- "In the name of justice"  (17 de Novembro de 2010)
- "Akaki Hitsuji ni Yoru Bansankai" (28 de Julho de 2010)
- "Kaze ga Mekuru Page" (10 de março de 2010)
- "Tightrope" (23 de Setembro de 2009)
- "Snow White" (21 de Janeiro de 2009)
- "Yami no Kuni no Alice/Hamon" (3 de Setembro de 2008)
- "BIRTH" (7 de Maio de 2008)
- "Schwarzschild" (12 de Agosto de 2007)
- "Ouka Saki Some ni Keri" (18 de Julho de 2007)
- "Dearest You" (25 de Abril de 2007)
- "Taiyou wo Okuru Hi" (3 de Agosto de 2006)
- "Yume Narishi Kuuchuu Teien 2006" (3 de Maio de 2006)
- "Yami Yori Kurai Doukoku no A Cappella to Bara Yori Akai Jounetsu no Aria" (22 de Junho de 2005)
- "Mahiru no Koe ~Synchronicity~" (12 de Janeiro de 2005)
- "Mayutsuki no Hitsugi" (4 de Novembro de 2004)
- "Yume Narishi Kuuchuu Teien" (12 de Maio de 2004)

### Álbuns
- KINGDOM (12 de novembro de 2014)
- Vampire Saga (12 de Janeiro de 2011), Avex Trax
- 7th Rose (24 de Março de 2010)
- D TOUR 2008 "Alice in Dark edge" FINAL (Limited Release) (23 de Março de 2009)
- Genetic world (25 de Fevereiro de 2009)
- Neo Culture ~Beyond the World~ (7 de Novembro de 2007)
- Tafel Anatomie (18 de Outubro de 2006)
- Yume narishi kuuchuu teien 2006 (3 de Maio de 2006)
- Paradox 2006 (3 de Maio de 2006)
- The Name of the Rose 2006 (8 de Fevereiro de 2006)
- The Name of the Rose (28 de Setembro de 2005)

### DVD
- D TOUR 2008 "Alice in Dark edge" FINAL (23 de Março de 2009)
- LAST INDIES TOUR 2008 Follow me～05.05FINAL Akasaka BLITZ～ (30 de Julho de 2008)
- Tafel Anatomie Tour 2006 (14 de Março de 2007)